# 21 Ophiuchi
21 Ophiuchi är en vit stjärna i huvudserien i stjärnbilden Ormbäraren.
21 Ophiuchi har visuell magnitud +5,51 och är synlig för blotta ögat vid någorlunda god seeing. Den befinner sig på ett avstånd av ungefär 600 ljusår.